# 旅日韩国青年同盟
旅日韩国青年同盟（日语：／ Zainichi Kankoku Seinen Dōmei），简称“韩青”（／ Hanchōn），是一个面向16岁至35岁在日韩国人的组织，总部位于日本东京都千代田区。该组织为旅日韩国民主统一联合（韩统联）的下属团体。

## 历史
韩青的前身为成立于1945年11月的朝鲜建国促进青年同盟（建青），该组织分裂自在日本朝鲜人联盟。1950年8月，建青更名为“大韩青年团”，并成为在日本大韩民国民团（民团）下属组织。在20世纪50年代，大韩青年团一度被视为李承晚政权的“御用团体”。
受“四·一九运动”影响，1960年10月19日，大韩青年团改组为“旅日韩国青年同盟”。1961年五一六军事政变后，韩青与民团“民主派”共同对抗支持朴正熙政权的“从属派”。1971年，在韩国中央情报部（今国家情报院）的介入下，从属派彻底控制了民团领导层，与民主派的对立日趋激烈。1972年，韩青与民主派一同被开除出民团。此后韩青一度成为独立组织，反对朴正熙政权“维新体制”，推进韩国民主化运动，并与在日本朝鮮人總聯合會（总联）下属的在日本朝鲜青年同盟展开合作。
1973年8月15日，韩统联的前身“南韓民主回复统一促进国民会议”（韩民统）成立，韩青成为韩民统的下属团体。韩民统改组为韩统联后，韩青继续保留在韩统联内。

## 活动及主张
与母团体韩统联相似，韩青主要投身于朝鮮半島統一运动、民主运动及和平运动、推进韓國語及朝鮮歷史文化教育、促进同胞交流等。

## 下属组织
韩青总部与韩统联总部共用一个办公地点，在日本的神奈川县、爱知县、三重县、京都府、大阪府、兵库县及广岛县的地方分部也与当地的韩统联地方分部合并办公。